# Vladimir Gutsaev
Vladimir Gavrilovitch Gutsaev (géorgien : ვლადიმერ გუცაევი, russe : Владимир Гаврилович Гуцаев) (né le 21 décembre 1952 à Tbilissi en République socialiste soviétique de Géorgie) est un footballeur soviétique et géorgien, devenu ensuite entraîneur.
Il a été membre du parlement de Géorgie entre 2004 et 2008.

## Biographie

### Carrière sportive
Il fait ses débuts au FC Dinamo Tbilissi en 1971, où il joue jusqu'en 1986. Il évolue au poste d'attaquant. 
Il est sélectionné dans l'équipe nationale d'URSS entre 1972 et 1982. Il inscrit un but contre le FC Carl Zeiss Jena en finale de la Coupe d'Europe des vainqueurs de coupe 1980-1981, remportée par son équipe 2 buts à 1. Il remporte le championnat d'Union soviétique en 1978, ainsi que la coupe nationale en 1976 et 1979. 
Il arrêtê sa carrière en 1986 après plus de 300 matchs et 50 buts dans les différentes compétitions. Il est par la suite entraîneur de l'équipe chypriote de l'Anorthosis Famagouste entre 1991 et 1994, et de l'équipe nationale de Géorgie entre 1997 et 1999, puis de l'équipe de FK Alania Vladikavkaz en 1999-2000.

### Carrière politique
Il est élu en mars 2004 au Parlement de Géorgie, où il est membre du comité pour l'éducation, la science, la culture et les sports.

## Statistiques
| Saison                | Club                  | Championnat           | Championnat | Championnat | Coupe(s) nationale(s) | Coupe(s) nationale(s) | Compétition(s) continentale(s) | Compétition(s) continentale(s) | Compétition(s) continentale(s) | Total | Total |
| Saison                | Club                  | Division              | M.          | B.          | M.                    | B.                    | Comp.                          | M.                             | B.                             | M.    | B.    |
| 1971                  | Dinamo Tbilissi       | D1                    | 9           | 3           | -                     | -                     | -                              | -                              | -                              | 9     | 3     |
| 1972                  | Dinamo Tbilissi       | D1                    | 29          | 5           | 5                     | 0                     | C3                             | 2                              | 0                              | 36    | 5     |
| 1973                  | Dinamo Tbilissi       | D1                    | 20          | 4           | 2                     | 0                     | C3                             | 3                              | 0                              | 25    | 4     |
| 1974                  | Dinamo Tbilissi       | D1                    | 25          | 3           | 7                     | 1                     | -                              | -                              | -                              | 32    | 4     |
| 1975                  | Dinamo Tbilissi       | D1                    | 21          | 7           | 3                     | 0                     | -                              | -                              | -                              | 24    | 7     |
| 1976                  | Dinamo Tbilissi       | D1                    | 17          | 2           | 4                     | 1                     | C2                             | 3                              | 1                              | 24    | 4     |
| 1977                  | Dinamo Tbilissi       | D1                    | 21          | 3           | 1                     | 0                     | C3                             | 4                              | 0                              | 26    | 3     |
| 1978                  | Dinamo Tbilissi       | D1                    | 26          | 4           | 5                     | 0                     | C3                             | 4                              | 0                              | 35    | 4     |
| 1979                  | Dinamo Tbilissi       | D1                    | 21          | 8           | 7                     | 4                     | C1                             | 4                              | 2                              | 32    | 14    |
| 1980                  | Dinamo Tbilissi       | D1                    | 13          | 1           | 6                     | 2                     | C2                             | 2                              | 1                              | 21    | 4     |
| 1981                  | Dinamo Tbilissi       | D1                    | 23          | 3           | -                     | -                     | C2+C2                          | 5+4                            | 3+1                            | 32    | 7     |
| 1982                  | Dinamo Tbilissi       | D1                    | 12          | 1           | 1                     | 0                     | C2                             | 3                              | 0                              | 16    | 1     |
| 1983                  | Dinamo Tbilissi       | D1                    | 18          | 1           | -                     | -                     | -                              | -                              | -                              | 18    | 1     |
| 1984                  | Dinamo Tbilissi       | D1                    | 29          | 2           | 3                     | 0                     | -                              | -                              | -                              | 32    | 2     |
| 1985                  | Dinamo Tbilissi       | D1                    | 5           | 0           | -                     | -                     | -                              | -                              | -                              | 5     | 0     |
| 1986                  | Dinamo Tbilissi       | D1                    | 4           | 0           | 1                     | 0                     | -                              | -                              | -                              | 5     | 0     |
| Total sur la carrière | Total sur la carrière | Total sur la carrière | 293         | 47          | 45                    | 8                     | -                              | 34                             | 8                              | 372   | 63    |

## Palmarès
Dinamo Tbilissi
- Champion d'Union soviétique en 1978.
- Vainqueur de la Coupe d'Union soviétique en 1976 et 1979.
- Vainqueur de la Coupe des vainqueurs de coupe en 1981.